# Mallotus muticus
Mallotus muticus är en törelväxtart som först beskrevs av Johannes Müller Argoviensis, och fick sitt nu gällande namn av Airy Shaw. Mallotus muticus ingår i släktet Mallotus och familjen törelväxter. Inga underarter finns listade i Catalogue of Life.